# Ednardo José de Paula Santos
Ednardo José de Paula Santos (Guaratinguetá, 28 de janeiro de 1937) é um engenheiro e político brasileiro.

## Formação
Formado em Engenharia Aeronáutica com ênfase em Aerovias e Produção pelo Instituto Tecnológico de Aeronáutica (ITA) na turma do ano 1960.

## Carreira política
O primeiro cargo político que ocupou foi como vereador na cidade de Roseira no Vale do Paraíba na legislatura de 1969 e 1973.
Em 1975 foi nomeado prefeito de São José dos Campos pela Assembleia Legislativa, encerrando o período de nomeações dos prefeitos.

## Realizações
Sua administração foi marcada por um conjunto de planejamento e execução de grandes obras viárias, característicos dos governos daquele período, e que marcou o crescimento do município.
A obra mais marcante é conhecida como Anel Viário, um conjunto de vias expressas que cortam o município e fazem a ligação entre suas regiões.

## Atuação Social
Foi presidente da Associação dos Engenheiros do ITA no biênio 1963 e 1964. Atuou na direção da Santa Casa de Misericórdia de São José dos Campos.